# Dahlem Centre of Plant Sciences

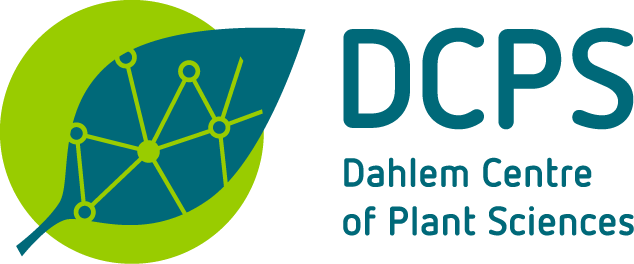
Logo

Das Dahlem Centre of Plant Sciences (DCPS) ist ein Forschungsschwerpunkt (Focus Area) der Freien Universität Berlin, der seit Juni 2009 besteht. Man wollte in Berlin-Dahlem, einem Ort mit einer langen Tradition in Pflanzenwissenschaften, ein international tätiges Zentrum schaffen. Auch der Botanische Garten, einer der größten Botanischen Gärten der Welt, gehört zum Dahlem Centre. Zahlreiche Disziplinen der Pflanzenwissenschaften sind beteiligt; interdisziplinäre Forschungskooperationen sind geplant; Öffentlichkeitsarbeit, auch als Informationsveranstaltungen für die breite Öffentlichkeit, soll ein wichtiger Bestandteil des Standorts sein. Die Mitarbeiter sind sowohl in der Forschung als auch in der Lehre tätig. Am Dahlem Centre arbeiten etwa 250 Wissenschaftler und andere Mitarbeiter.

## Geschichte und Ziele
Bereits in den ersten Jahrzehnten des 20. Jahrhunderts gab es in Berlin-Dahlem ein international bedeutsames Zentrum der Pflanzenwissenschaften. Auf diesem historischen Fundament baut das Dahlem Centre auf. Die im Südwesten Berlins vorhandene Konzentration an Forschungs- und Sammlungsbeständen ist in Deutschland einmalig. Das Dahlem Centre of Plant Sciences wird aus Mitteln des  Zukunftskonzepts der Universität unterstützt, das im Rahmen der Exzellenzinitiative prämiert wurde. Hier sollen bislang überwiegend getrennt arbeitende Forschungsgebiete wie Molekular- und Zellbiologie, Genetik, Biochemie, Pflanzenphysiologie, Entwicklungsbiologie, Systematische Botanik, Taxonomie, Pflanzengeographie, Ökologie und Pharmazeutische Biologie zusammenarbeiten und neue Forschungsfelder erschlossen werden. Die Forschung soll einen Beitrag dazu leisten, die pflanzliche Vielfalt besser zu verstehen, zu erhalten und eine nachhaltige Nutzung zu ermöglichen. Nachhaltigkeit ist auch bei der Förderung des wissenschaftlichen Nachwuchses ein wichtiges Anliegen. Junge Wissenschaftler sollen am Beginn ihrer Karriere unterstützt werden. Derzeit forschen hier sieben eigenständige Nachwuchsgruppen. In der Graduiertenschule Plant Sciences unter dem Dach der Dahlem Research School werden Doktoranden ausgebildet. 
Das DCPS ist ein wichtiger Knotenpunkt für regional, national und international vernetzte Pflanzenforschung; es soll sich durch die Verbindung von molekularbiologisch und organismisch orientierten Arbeitsgruppen und die Zusammenarbeit mit Partnerinstitutionen  international einen Namen machen.

## Forschungsschwerpunkte
Das DCPS hat zwei wissenschaftliche Leitmotive: „Funktion und Diversität“ und „Pflanze und Umwelt“. Forschungsergebnisse aus beiden Bereichen sollen im Hinblick auf die nachhaltige Nutzung und den Schutz pflanzlicher Vielfalt nutzbar gemacht werden. Das Spektrum reicht von der Entwicklung genetischer Ressourcen (Angewandte Pflanzenwissenschaften) bis zum Management diverser Ökosysteme. Durch Öffentlichkeitsarbeit werden die Ergebnisse in verständlicher Form auch an ein breiteres Publikum weitergegeben. Forschung im Bereich Funktion und Diversität soll neue Erkenntnisse zur Entwicklung der morphologischen und funktionellen Vielfalt von Pflanzen während der Evolution hervorbringen. Die Evolution neuer Merkmale sowie die Mechanismen der Genomevolution werden durch die Kombination vergleichender Genomforschung mit phylogenetischen, biochemischen und molekularbiologischen Methoden untersucht. Forschungsthemen sind beispielsweise die Entstehung und die Funktion von Signalübertragungsprozessen in der Pflanzenzelle, die Rolle der zahlreichen pflanzlichen Sekundärmetabolite, die Aufnahme und Verwertung von Nährstoffen sowie die Entwicklung morphologischer Merkmale. Arbeitsgrundlage sind die rapide anwachsenden Informationen aus der Genomsequenzierung. Diese gehen mittlerweile weit über die bislang im Mittelpunkt stehende Modellpflanze Schaumkresse (Arabidopsis) hinaus und eröffnen zahlreiche neue Forschungsansätze, die zu einem besseren Verständnis von Genfunktionen und der Entstehung von biologischer Diversität beitragen werden. Die enge Verbindung zum neu eingerichteten Berlin Consortium for Genomics in Biodiversity Research spielt bei der Untersuchung der Sequenz und Struktur von Genomen eine tragende Rolle. 
Unter dem Titel „Pflanze und Umwelt“  sollen pflanzliche Funktionen und Anpassungsreaktionen untersucht werden, die diese aufgrund ihrer sessilen Lebensweise und vor dem Hintergrund sich stetig ändernder Umweltbedingungen entwickelt haben. Dieses komplexe Themengebiet erfordert eine transdisziplinäre Herangehensweise zum Verständnis des Kontextes (Phylogenie, Pflanzengeographie, Ökologie) als auch der Mechanismen (Physiologie, Biochemie, Molekularbiologie). Zusammen mit regionalen Partnern verfügt das Dahlem Centre über umfangreiche Forschungskompetenz. Man untersucht hier die Reaktion von Pflanzen auf abiotische Stressfaktoren wie starke Lichtintensität, Temperaturextreme, Mangel an Wasserverfügbarkeit und Nährstoffmangel sowie die biotischen Interaktionen von Pflanzen mit anderen Organismen wie Insekten oder Pilzen. Arbeitsgruppen bearbeiten so unterschiedliche Themen wie die Reaktion von Pflanzen auf Schadorganismen, das zelluläre Gedächtnis von Pflanzen für Umweltstress, die Rolle der Wurzelarchitektur bei der Besiedelung durch Pilze und ihre Bedeutung für den Ertrag in der Landwirtschaft und die Strategien benachbarter Pflanzen, miteinander zu kommunizieren.

## Struktur und Vernetzung
Den Kern des Dahlem Centre bilden die Pflanzenwissenschaftler des Instituts für Biologie, der Zentraleinrichtung sowie Arbeitsgruppen der Pharmazeutischen Biologie aus dem Institut für Pharmazie der Freien Universität Berlin. Die unterschiedlichen Fachrichtungen befinden sich alle auf dem Campus der Freien Universität in Berlin-Dahlem. An der Freien Universität Berlin arbeiten zudem Experten aus sehr vielen anderen Fachrichtungen, so dass interdisziplinäre Kooperationsprojekte auf kurzem Wege möglich sind. Die Beteiligung von Geo-, Rechts- und Politikwissenschaftlern ist beispielsweise bei der Umsetzung von umweltrelevanten Forschungsprojekten unerlässlich. Ohne Informatik und Mathematik können die verfügbaren enormen Datenmengen nicht mehr sinnvoll ausgewertet werden.